# XXIII Cos d'Exèrcit (bàndol republicà)
El XXIII Cos d'Exèrcit va ser una formació militar pertanyent a l'Exèrcit Popular de la República que va lluitar durant la Guerra Civil Espanyola. Durant la contesa no va arribar a prendre part en operacions militars de rellevància.

## Història
La unitat va ser creada a la tardor de 1937, a partir de forces del front d'Andalusia. Cobria el front que anava des de Sierra Nevada al mar Mediterrani. A partir de novembre de 1937 el tinent coronel José María Galán Rodríguez va assumir el comandament de la formació.
Va tenir la seva caserna general prop de Guadix, a la província de Granada.
El XXIII Cos d'Exèrcit va passar a quedar compost per les divisions 23a i 71a, comptant amb algunes unitats de reserva. La unitat va passar a quedar adscrita a l'acabat de crear Exèrcit d'Andalusia. Més endavant, Galán seria substituït en el comandament pel tinent coronel Juan Bernal Segura. Durant la resta de la contesa no va participar en operacions militars de rellevància.

## Comandaments
Comandants
- tinent coronel de carabiners José María Galán Rodríguez;[6]
- tinent coronel d'Estat Major Juan Bernal Segura;[7]

Comissaris
- Juan Aresté Amiñoso, del PCE;[8]
- Álvaro Peláez Antón, del PCE;

Caps d'Estat Major
- tinent coronel de cavalleria Juan Forés Puig;[6]
- tinent coronel de cavalleria Gabriel Izquierdo Jiménez;
- tinent coronel d'infanteria Narciso Sánchez Aparicio;[9]